# Busto de Bureba
Busto de Bureba – gmina w Hiszpanii, w prowincji Burgos, w Kastylii i León, o powierzchni 18,56 km². W 2011 roku gmina liczyła 189 mieszkańców.